# Episodi di Drei Damen vom Grill (prima stagione)
La prima stagione della serie televisiva Drei Damen vom Grill è stata trasmessa in anteprima in Germania nel corso del 1977.
| nº | Titolo originale         | Titolo italiano | Prima TV Germania | Prima TV Italia |
| -- | ------------------------ | --------------- | ----------------- | --------------- |
| 1  | Oma hat eine Idee        | inedito         | 1977              | inedito         |
| 2  | Hürdenlauf               | inedito         | 1977              | inedito         |
| 3  | Der erste Tag            | inedito         | 1977              | inedito         |
| 4  | Ärger mit der Konkurrenz | inedito         | 1977              | inedito         |
| 5  | Der Ausreißer            | inedito         | 1977              | inedito         |